# 関市立富野小学校
関市立富野小学校（せきしりつ とみのしょうがっこう）とは、岐阜県関市にある公立小学校。
関市立旭ヶ丘小学校と統合計画があったが、2024年11月に計画を白紙化された。今後は小規模特別認定校とする計画である。

## 通学区域
- 通学区域は、西神野、神野、小野、上大野、志津野であり、公立中学校の進学先は関市立富野中学校である[1]。

## 沿革
- 1873年（明治6年） - 武儀郡小野村に明義校、志津野村に士心義校、上大野村に教明舎、神野村に日盛義校が開校。
- 1875年（明治8年） - 明義校が明学校、士心義校が士心学校、教明舎が教明学校、日盛義校が日盛学校に改称する。
- 1884年（明治17年） - 明学校、士心学校、教明学校、日盛学校を統合し、野邑小学校となる。
- 1887年（明治20年） - 野邑小学校が分割され、小野簡易科小学校（小野村・志津野村）、上大野簡易科小学校（上大野村）、神野簡易科小学校（神野村）となる。
- 1889年（明治22年）7月1日 - 神野村、西神野村、上大野村、志津野村、小野村が合併し、富野村が発足。
- 1892年（明治25年） - 小野簡易科小学校が小野尋常小学校と志津野尋常小学校に分立する。上大野簡易科小学校が上大野尋常小学校、神野簡易科小学校が神野尋常小学校に改称する。
- 1898年（明治31年） - 小野尋常小学校、志津野尋常小学校、上大野尋常小学校を統合し、富野尋常小学校になる。
- 1901年（明治34年） - 富野尋常小学校が富野尋常高等小学校に改称する。
- 1903年（明治36年）1月 - 富野尋常高等小学校に裁縫専修学校を併設する。
- 1908年（明治41年）12月 - 富野尋常高等小学校併設の裁縫専修学校が農業裁縫補習学校に改称する。
- 1941年（昭和16年）4月1日 - 富野尋常小学校は富野国民学校、神野尋常小学校は神野国民学校に、それぞれ改称する。
- 1944年（昭和19年）4月1日 - 富野国民学校と神野国民学校が統合され、富野国民学校となる。
- 1947年（昭和22年）4月1日 - 富野村立富野小学校に改称する。
- 1954年（昭和29年）9月10日 - 富野村が関市に編入される。同時に関市立富野小学校に改称する。
- 1955年（昭和30年）7月10日 - 美濃市と関市とで境界変更。旧村域の一部[2]（現・美濃市富野）の児童は美濃市立美濃小学校の通学となる。
- 1972年（昭和47年） - プールが完成する。
- 1977年（昭和52年） - 現在の校舎（鉄筋コンクリート造3階建）が完成する。
- 1980年（昭和55年） - 体育館が完成する。
- 2006年（平成18年） - 校舎の増築及び耐震化工事を行う。